# Tsumeb
Tsumeb er en by i den nordlige del af Namibia, med et indbyggertal på cirka 20.000. Byen er hovedstad i regionen Oshikoto, og ligger tæt ved den berømte Etosha nationalpark. 